# あやめ賞
あやめ賞（あやめしょう）は岩手県競馬組合が水沢競馬場で施行する地方競馬の重賞(M2)競走である。正式名称は「興和電設杯 あやめ賞」。

## 概要
1974年に水沢競馬場の牝馬、岩手所属馬限定の特別競走として創設。その後開催時期、距離の変更を行いながら2013年まで特別競走として行われていた。2009年から留守杯日高賞のトライアル競走として施行されている。
2014年から重賞に昇格され、2016年岩手競馬グレード制の導入に伴い、M3に格付けされる。2018年にM2に格上げされた。
重賞昇格後のレース名称は2014年が「みちのくコカ・コーラボトリング杯 あやめ賞」、2015年・2018年が「岩手日報杯 あやめ賞」、2019年・2020年が「蹄声会会長杯 あやめ賞」、2016年・2017年・2021年・2022年が「水沢信用金庫杯 あやめ賞」、2024年からは「興和電設杯 あやめ賞」。

### 条件・賞金等（2025年）
出走条件
サラブレッド系3歳牝馬、岩手所属
負担重量
定量（54kg）
賞金等
賞金額は、1着350万円、2着122万5000円、3着70万円、4着45万5000円、5着24万5000円、着外手当は3万5000円。
副賞
興和電設賞、奥州市長賞、開催執務委員長賞。
優先出走権付与
3着以上の馬に留守杯日高賞の優先出走権が付与される。

## 歴代優勝馬
重賞に昇格した2014年以降。全て水沢競馬場ダート1400mで施行。
| 回数   | 施行日        | 優勝馬             | 性齢 | 所属 | タイム | 優勝騎手 | 管理調教師 | 馬主                     |
| ------ | ------------- | ------------------ | ---- | ---- | ------ | -------- | ---------- | ------------------------ |
| 第39回 | 2014年4月6日  | アイスカチャン     | 牝3  | 水沢 | 1:28.3 | 山本聡哉 | 板垣吉則   | 杉浦和也                 |
| 第40回 | 2015年4月7日  | グッドギアー       | 牝3  | 盛岡 | 1:30.1 | 齋藤雄一 | 櫻田康二   | 川村初美                 |
| 第41回 | 2016年4月3日  | ディックカントウ   | 牝3  | 盛岡 | 1:32.2 | 山本政聡 | 櫻田浩樹   | 簗田満                   |
| 第42回 | 2017年4月2日  | ダンストンレガーメ | 牝3  | 水沢 | 1:31.9 | 村上忍   | 畠山信一   | 伊藤治子                 |
| 第43回 | 2018年4月1日  | スターギア         | 牝3  | 盛岡 | 1:32.2 | 齋藤雄一 | 櫻田康二   | （有）グランド牧場       |
| 第44回 | 2019年4月7日  | エムワンピーコ     | 牝3  | 盛岡 | 1:29.1 | 関本淳   | 晴山厚司   | （株）マネジメント・ワン |
| 第45回 | 2020年4月6日  | アンズビジン       | 牝3  | 水沢 | 1:30.6 | 高松亮   | 佐藤雅彦   | 乙訓史樹                 |
| 第46回 | 2021年4月18日 | ゴールデンヒーラー | 牝3  | 水沢 | 1:28.1 | 山本聡哉 | 佐藤祐司   | 平賀敏男                 |
| 第47回 | 2022年4月17日 | マルルットゥ       | 牝3  | 水沢 | 1:28.2 | 高松亮   | 佐藤雅彦   | 伊達泰明                 |
| 第48回 | 2023年3月19日 | ミニアチュール     | 牝3  | 水沢 | 1:29.1 | 山本政聡 | 佐藤祐司   | 平賀敏男                 |
| 第49回 | 2024年3月24日 | ミヤギシリウス     | 牝3  | 水沢 | 1:29.3 | 坂口裕一 | 畠山信一   | 鈴木雅俊                 |
| 第50回 | 2025年3月23日 | ピカンチフラワー   | 牝3  | 水沢 | 1:30.6 | 鈴木祐   | 板垣吉則   | 小林祐介                 |

#### 各回競走結果の出典
- あやめ賞 歴代優勝馬 - 地方競馬全国協会
- JBISサーチ
  - 2014年、2015年、2016年、2017年、2018年、2019年、2020年、2021年、2022年、2023年、2024年、2025年